# Pásztó
Pásztó – miasto w północnych Węgrzech położone w komitacie Nógrád. Leży w powiecie Pásztó, którego jest stolicą. Populacja w styczniu 2011 wynosiła 9626 osób.
Z miejscowości pochodzi Bernadett Határ, węgierska koszykarka, reprezentantka kraju.

## Miasta partnerskie
- Charente